# Rémy Cabella
Rémy Cabella (Ajaccio, 8 maart 1990) is een Frans voetballer die doorgaans als offensieve middenvelder speelt. Hij speelt sinds 2022 voor Lille OSC. Cabella debuteerde in 2014 in het Frans voetbalelftal.

## Clubcarrière
Cabella komt uit de jeugdopleiding van Montpellier. Op 12 juli 2011 werd bekend dat Cabella één jaar zou uitgeleend worden aan Arles-Avignon. Daar maakte hij drie doelpunten in 17 competitiewedstrijden. Op 20 mei 2012 won hij met Montpellier voor het eerst in de geschiedenis van de club de Ligue 1. Toen Younès Belhanda naar Dynamo Kiev vertrok, nam Cabella zijn rugnummer 10 over. Op de eerste speeldag van het seizoen 2013/14 was hij trefzeker tegen Paris Saint-Germain, dat ondanks een manmeersituatie er niet in slaagde te winnen van Montpellier (1–1).

## Erelijst
| Kampioen Ligue 1 | 1x | 2011/12 |

1 Mannone ·
2 Mandi ·
4 Alexsandro ·
5 Gudmundsson ·
6 Bentaleb ·
7 Haraldsson ·
8 Angel Gomes ·
9 David ·
10 Cabella ·
11 Sahraoui ·
12 Meunier ·
13 Zedadka ·
14 Umtiti ·
16 Caillard ·
17 Mukau ·
18 Diakité ·
19 Fernandez-Pardo ·
20 Bakker ·
21 André  ·
22 Santos ·
23 Zhegrova ·
26 André Gomes ·
27 Bayo ·
28 Fernandes ·
29 Mbappé ·
30 Chevalier ·
31 Ismaily ·
32 Bouaddi ·
Coach: Génésio
· Assistent-coach: Bréchet
1 Lloris  ·  
2 Debuchy ·
3 Evra ·
4 Varane ·
5 Sakho ·
6 Cabaye ·
7 Cabella ·
8 Valbuena ·
9 Giroud ·
10 Benzema ·
11 Griezmann ·
12 Mavuba ·
13 Mangala ·
14 Matuidi ·
15 Sagna ·
16 Ruffier ·
17 Digne ·
18 Sissoko ·
19 Pogba ·
20 Rémy ·
21 Koscielny ·
22 Schneiderlin ·
23 Landreau ·
Coach: Deschamps